# Hedda Stiernstedt
Hedda Matilda Stiernstedt (født 3. december 1987 i Stockholm) er en svensk skuespiller og lydbogsoplæser, der i offentligheden er kendt for sin hovedrolle i tv-serien Familien Löwander og for sin rolle i dramafilmen Unge Sophie Bell.
Hedda Stiernstedt er datter af læreren Metta Stiernstedt og kunstneren Jöran Modéer, og gennem sin mor nedstammer hun fra adelsslægten Stiernstedt. Hun er desuden barnebarn af baron Jan Stiernstedt. Hun voksede op sammen med sin søster i et såkaldt COLA-forhold i stockholmerkvarteret Thorildsplan hos moderen Metta. Hendes opvækst med to adskilte forældre, gav hende en stor spændvidde i oplevelsen af forskellige miljøer og livsformer indenfor slægten.
Som 15-årig debuterede Stiernstedt som forfatter med et afsnit i Belinda Olssons antologi De missanpassade. Her skrev hun om en hændelse fra gymnasietiden, hvor skoleledelsen blandede sig i pigernes tøjvalg. Efter teaterkurser på gymnasiet Östra Real, læste hun retorik og litteraturvidenskab på Uppsala universitet, inden hun besluttede sig for at blive professionel skuespiller.

## Karriere
Efter kortfilmen Svart eller vitt (2004) medvirkede Hedda Stiernstedt i en række musikvideoer med forskellige musikere som Alexis Weaks 112 (2010), Adrian Luxs Can't Sleep (2010) og i hovedrollen som lesbisk bankrøver i Aviciis Addicted to You (2013). I løbet af 2012 og 2014 medvirkede hun som karakteren Evve i SVT-produktionen Portkod 1321, og forinden havde hun blandt andet spillet med i film som Studentfesten (2011), Monica Z (2012), Wallander (2013) og tv-serien Manden der ikke var morder (2013). 
Hendes præstation i Unge Sophie Bell (2015) førte til rollen som restaurantejeren "Nina Löwander" i SVTs store dramaserie Familien Löwander (2017–2019). Denne rolle blev hendes store gennembrud, og hun vandt efterfølgende Kristallen (”Krystallen”) for "Årets kvindelige rolle i en tv-produktion" i 2018. Hun var også én af guiderne (sammen med Charlie Gustafsson) i de to opfølgningsprogrammer Bag om Familien Löwander (SVT, 2019), hvor hovedrolleindehaverne talte med forskellige historikere om realiteterne bag mennesker og handling.
Ved Ellegalaen i 2020 blev hun kåret som "Årets bedst klædte kvinde". I sommerperioden var hun vært på Sommar i P1, og samme år medvirkede hun som "Doris" i genindspilningen af "Jönsson-Bandens vildeste kup".
Stiernstedt var en af lydbogsoplæserne i Spotifys stemmedrama De fria fra 2022, hvor hun spillede lydrollen som Matilda sammen med lydrollekollegerne Felix Sandman, Sofia Karemyr, Alexander Abdallah og Julia Marko-Nord.

## Filmografi (udvalg)
- 2021-2022 - Beforeigners (tv-serie) – Vølven
- 2020 - Jönsson-Bandens vildeste kup – Doris
- 2020 - Rumrejsen – Mariana, ældre
- 2020 - Fjols til Fjells – Madde
- 2020 - Min pappa Marianne – Hanna
- 2018 - Rosa moln – Lea
- 2018 - Forbandet (tv-serie) – Minnie
- 2018 - Bergmans Reliquarium (kortfilm) – medvirkende
- 2017-2020 - Familien Löwander (tv-serie) – Nina Löwander
- 2015 - Norskov (tv-serie) – Frk. Andersson
- 2015 - Odödliga – Axelia
- 2015 - The Hundred Code (tv-serie) – Josephine
- 2015 - Kommissæren og havet (tv-serie) – Natascha Rostalniowa
- 2014 - Muttern (kortfilm) – medvirkende
- 2014 - Unge Sophie Bell – Alice
- 2014 - I natt jag drömde (kortfilm) – Sanna
- 2014 - Sju sorters kakor (kortfilm) – Ida
- 2014 - Hot Chicks (kortfilm) - Helga
- 2013 - Manden der ikke var morder (tv-serie) – Cordelia
- 2013 - Monica Z – Lina
- 2013 - Wallander (tv-serie) – Amanda Wredin
- 2013 - Studentfesten – Olivia
- 2012 - Portkod 1321 (tv-serie) – Evve
- 2010 - Supernova – Nova